# فريد إيفتينج
فريد إيفتينج (بالهولندية: Fred Eefting)‏ (مواليد 14 فبراير 1959) هو سبّاح هولندي، مثّل بلاده في الألعاب الأولمبية الصيفية 1980.

## روابط خارجية
فريد إيفتينج على موقع الاتحاد الدولي للسباحة (الإنجليزية)
- فريد إيفتينج على موقع أوليمبيديا (الإنجليزية)